# Spiraea aquilegifolia
Spiraea aquilegifolia är en rosväxtart som beskrevs av Pall.. Spiraea aquilegifolia ingår i släktet spireor, och familjen rosväxter. Inga underarter finns listade i Catalogue of Life.